# Yu Jing
Yu Jing (de achternaam is Yu; 29 mei 1985) is een voormalig Chinees langebaanschaatsster. Haar specialisatie lag op de sprint.
In seizoen 2007-2008 debuteerde ze bij seniorenwedstrijden in eigen land. Ze reed onder meer zeer verdienstelijke uitslagen tijdens de Chinese Ligacup in Harbin en Chinese kampioenschappen per afstand in Shenyang. Ze maakte eind 2008 haar debuut tijdens de wereldbeker schaatsen in Changchun. Een week later kwam al haar doorbraak met een overwinning op de 500 meter tijdens de wereldbekerwedstrijd in Nagano.
Yu Jing plaatste zich voor de WK sprint in 2009 en behaalde daar direct brons achter haar landgenote Wang Beixing en de Duitse Jenny Wolf.
In 2012 op de WK sprint in Calgary werd Yu Jing wereldkampioene. Ze versloeg de favoriete Christine Nesbitt onder meer door een wereldrecord op de 500 meter te rijden. Twee jaar later won Yu in Nagano opnieuw de wereldtitel sprint voor landgenote Hong Zhang en Heather Richardson. In het tussenliggende seizoen werd ze tweede.
Yu deelt in Harbin een kamerappartement met Peiyu Jin.

## Persoonlijke records
| Afstand    | Tijd    | Datum             | Baan      |
| ---------- | ------- | ----------------- | --------- |
| 500 meter  | 36,94   | 29 januari 2012   | Calgary   |
| 1000 meter | 1.13,47 | 29 januari 2012   | Calgary   |
| 1500 meter | 2.01,47 | 24 september 2017 | Calgary   |
| 3000 meter | 4.35,09 | 19 november 2007  | Changchun |
| 5000 meter | 8.12,99 | 7 december 2007   | Changchun |

### Wereldrecords
| Nr. | Afstand        | Tijd    | Datum              | Baan    |
| --- | -------------- | ------- | ------------------ | ------- |
| 1.  | 500 meter      | 36,94   | 29 januari 2012    | Calgary |
| 2.  | sprintvierkamp | 148,610 | 28/29 januari 2012 | Calgary |

#### Wereldrecords laaglandbaan (officieus)
| Nr. | Afstand        | Tijd    | Datum              | Baan   |
| --- | -------------- | ------- | ------------------ | ------ |
| 1.  | sprintvierkamp | 151,275 | 18/19 januari 2014 | Nagano |

## Resultaten
| Jaar | WK sprint | WK afstanden      | Olympische Spelen | Wereldbeker        |
| ---- | --------- | ----------------- | ----------------- | ------------------ |
| 2009 | Brons     | 4e 500m 12e 1000m |                   | 5e 500m 9e 1000m   |
| 2010 | 6e        |                   | 32e 1000m         | 27e 500m 33e 1000m |
| 2011 |           |                   |                   | 12e 500m 35e 1000m |
| 2012 | Goud      | 500m · 1000m      |                   | 500m · 9e 1000m    |
| 2013 | Zilver    |                   |                   | 10e 500m 18e 1000m |
| 2014 | Goud      |                   |                   | 18e 500m 28e 1000m |
|      |           |                   |                   |                    |
| 2016 | 11e       | 8e 500m DQ 1000m  |                   | 5e 500m 20e 1000m  |
| 2017 |           | 500m · 10e 1000m  |                   | 6e 500m 19e 1000m  |
| 2018 | 7e        |                   | 9e 500m 17e 1000m | 16e 500m 60e 1000m |

### Medaillespiegel
| Kampioenschap | Goud | Zilver | Brons |
| ------------- | ---- | ------ | ----- |
| WK sprint     | 2    | 1      | 1     |